# Wimbledon 1975
De 89e editie van het Britse grandslamtoernooi, Wimbledon 1975, werd gehouden van maandag 23 juni tot en met zaterdag 5 juli 1975. Voor de vrouwen was het de 82e editie van het graskampioenschap. Het toernooi werd gespeeld bij de All England Lawn Tennis and Croquet Club in de wijk Wimbledon van de Britse hoofdstad Londen.
Op de enige zondag tijdens het toernooi (Middle Sunday) werd traditioneel niet gespeeld.
Het toernooi van 1975 trok 338.591 toeschouwers.

## Belangrijkste uitslagen
Mannenenkelspel

Finale: Arthur Ashe (Verenigde Staten) won van Jimmy Connors (Verenigde Staten) met 6-1, 6-1, 5-7, 6-4
Vrouwenenkelspel

Finale: Billie Jean King (Verenigde Staten) won van Evonne Cawley (Australië) met 6-0, 6-1
Mannendubbelspel

Finale: Sandy Mayer (Verenigde Staten) en Vitas Gerulaitis (Verenigde Staten) wonnen van Colin Dowdeswell (Rhodesië) en Allan Stone (Australië) met 7-5, 8-6, 6-4
Vrouwendubbelspel

Finale: Ann Kiyomura (Verenigde Staten) en Kazuko Sawamatsu (Japan) wonnen van Françoise Dürr (Frankrijk) en Betty Stöve (Nederland) met 7-5, 1-6, 7-5
Gemengd dubbelspel

Finale: Margaret Court (Australië) en Marty Riessen (Verenigde Staten) wonnen van Betty Stöve (Nederland) en Allan Stone (Australië) met 6-4, 7-5
Meisjesenkelspel

Finale: Natasha Chmyreva (Sovjet-Unie) won van Regina Maršíková (Tsjecho-Slowakije) met 6-4, 6-3
Jongensenkelspel

Finale: Chris Lewis (Australië) won van Ricardo Ycaza (Ecuador) met 6-1, 6-4
Dubbelspel bij de junioren werd voor het eerst in 1982 gespeeld.

## Toeschouwersaantallen en bezoekerscapaciteit
|           |        | Eerste week |         | Tweede week |
| --------- | ------ | ----------- | ------- | ----------- |
| Maandag   |        | 24.778      |         | 31.998      |
| Dinsdag   | 31.415 | 29.946      |         |             |
| Woensdag  | 37.081 | 25.249      |         |             |
| Donderdag | 36.305 | 20.807      |         |             |
| Vrijdag   | 37.290 | 17.671      |         |             |
| Zaterdag  | 29.058 | 16.993      |         |             |
| Zondag    | –      | –           |         |             |
| Totaal    |        | 338.591     | 338.591 | 338.591     |

|  | = slecht weer (meer dan twee uur niet gespeeld) |
|  | = gehele dag niet gespeeld, vanwege de regen    |

| Baan                           | Zitplaatsen                    |                                | Baan                           | Zitplaatsen   |
| ------------------------------ | ------------------------------ | ------------------------------ | ------------------------------ | ------------- |
| Centre Court                   | 10.651                         |                                | Court No. 8                    | –             |
| Court No. 1                    | 5.100                          | Court No. 9                    | –                              |               |
| Court No. 2                    | 1.650                          | Court No. 10                   | –                              |               |
| Court No. 3                    | 800                            | Court No. 11                   | –                              |               |
| Court No. 4                    | –                              | Court No. 12                   | –                              |               |
| Court No. 5                    | –                              | Court No. 13                   | –                              |               |
| Court No. 6                    | 250                            | Court No. 14                   | –                              |               |
| Court No. 7                    | 250                            |                                |                                |               |
| Totaal zitplaatsen             | Totaal zitplaatsen             | Totaal zitplaatsen             | Totaal zitplaatsen             | 18.701        |
|                                |                                |                                |                                |               |
| Bezoekerscapaciteit tennispark | Bezoekerscapaciteit tennispark | Bezoekerscapaciteit tennispark | Bezoekerscapaciteit tennispark | 31.000-32.000 |

1877 · 1878 · 1879 · 1880 · 1881 · 1882 · 1883 · 1884 · 1885 · 1886 · 1887 · 1888 · 1889 · 1890 · 1891 · 1892 · 1893 · 1894 · 1895 · 1896 · 1897 · 1898 · 1899 · 1900 · 1901 · 1902 · 1903 · 1904 · 1905 · 1906 · 1907 · 1908 · 1909 · 1910 · 1911 · 1912 · 1913 · 1914 · 1915–1918 · 1919 · 1920 · 1921 · 1922 · 1923 · 1924 · 1925 · 1926 · 1927 · 1928 · 1929 · 1930 · 1931 · 1932 · 1933 · 1934 · 1935 · 1936 · 1937 · 1938 · 1939 · 1940–1945 · 1946 · 1947 · 1948 · 1949 · 1950 · 1951 · 1952 · 1953 · 1954 · 1955 · 1956 · 1957 · 1958 · 1959 · 1960 · 1961 · 1962 · 1963 · 1964 · 1965 · 1966 · 1967
↓ open tijdperk ↓
1968 (m-v-md-vd-gd) · 1969 (m-v-md-vd-gd) · 1970 (m-v-md-vd-gd) · 1971 (m-v-md-vd-gd) · 1972 (m-v-md-vd-gd) · 1973 (m-v-md-vd-gd) · 1974 (m-v-md-vd-gd) · 1975 (m-v-md-vd-gd) · 1976 (m-v-md-vd-gd) · 1977 (m-v-md-vd-gd) · 1978 (m-v-md-vd-gd) · 1979 (m-v-md-vd-gd) · 1980 (m-v-md-vd-gd) · 1981 (m-v-md-vd-gd) · 1982 (m-v-md-vd-gd) · 1983 (m-v-md-vd-gd) · 1984 (m-v-md-vd-gd) · 1985 (m-v-md-vd-gd) · 1986 (m-v-md-vd-gd) · 1987 (m-v-md-vd-gd) · 1988 (m-v-md-vd-gd) · 1989 (m-v-md-vd-gd) · 1990 (m-v-md-vd-gd) · 1991 (m-v-md-vd-gd) · 1992 (m-v-md-vd-gd) · 1993 (m-v-md-vd-gd) · 1994 (m-v-md-vd-gd) · 1995 (m-v-md-vd-gd) · 1996 (m-v-md-vd-gd) · 1997 (m-v-md-vd-gd) · 1998 (m-v-md-vd-gd) · 1999 (m-v-md-vd-gd) · 2000 (m-v-md-vd-gd) · 2001 (m-v-md-vd-gd) · 2002 (m-v-md-vd-gd) · 2003 (m-v-md-vd-gd) · 2004 (m-v-md-vd-gd) · 2005 (m-v-md-vd-gd) · 2006 (m-v-md-vd-gd) · 2007 (m-v-md-vd-gd) · 2008 (m-v-md-vd-gd) · 2009 (m-v-md-vd-gd) · 2010 (m-v-md-vd-gd) · 2011 (m-v-md-vd-gd) · 2012 (m-v-md-vd-gd) · 2013 (m-v-md-vd-gd) · 2014 (m-v-md-vd-gd) · 2015 (m-v-md-vd-gd) · 2016 (m-v-md-vd-gd) · 2017 (m-v-md-vd-gd) · 2018 (m-v-md-vd-gd) · 2019 (m-v-md-vd-gd) · 2020 · 2021 (m-v-md-vd-gd) · 2022 (m-v-md-vd-gd) · 2023 (m-v-md-vd-gd) · 2024 (m-v-md-vd-gd)
Lijst van Wimbledonwinnaars · Toernooien per editie